# Anthemis fruticulosa
Anthemis fruticulosa là một loài thực vật có hoa trong họ Cúc. Loài này được M.Bieb. mô tả khoa học đầu tiên năm 1798.